# Jim Erickson
Pour les articles homonymes, voir Erickson.
Jim Erickson est un décorateur de cinéma canadien. 
Il a remporté l'Oscar des meilleurs décors en 2013 pour son travail sur le film de Steven Spielberg Lincoln. Il avait été déjà nommé en 2008 pour le film There Will Be Blood de Paul Thomas Anderson.

## Filmographie
- 1988 : La Main droite du diable de Costa-Gavras
- 1996 : Independence Day
- 2001 : Ali de Michael Mann
- 2003 : Sans frontière
- 2007 : There Will Be Blood de Paul Thomas Anderson
- 2009 : Watchmen : Les Gardiens
- 2012 : Lincoln de  Steven Spielberg

## Nominations et récompenses
- 2008 : Nomination pour l'Oscar des meilleurs décors : There Will Be Blood
- 2013 : Oscar des meilleurs décors pour Lincoln (associé avec Rick Carter)